# Villa Visconti (Lavagna)
La villa Visconti è una villa nobiliare che sorge nel centro abitato di Lavagna, frazione del comune italiano di Comazzo.

## Storia
La villa venne costruita agli inizi del Settecento, forse trasformando un precedente palazzotto rinascimentale (Lavagna fu feudo della famiglia Visconti fin dal 1583), e trasformata nell'Ottocento.

## Caratteristiche
La villa, di forma compatta, è posta all'interno di un ampio terreno, in passato adibito a giardino. Il terreno è attraversato da un asse prospettico che congiunge l'ingresso monumentale che si apre sulla strada a un'esedra prospettica.
La costruzione ha facciate molto semplici, ornate da balconi barocchi e da cornicioni elaborati.

### Fonti
- Santino Langé, Ville della provincia di Milano. Lombardia 4, Milano, SISAR, 1972,  p. 333, ISBN non esistente, SBN MIL0194097.

### Testi di approfondimento
- Francesco Süss (a cura di), Le ville del territorio milanese. Aspetti decorativi, parchi e giardini, riuso, Milano, 1989,  p. 128, ISBN 88-366-0277-0.